# 革命左翼运动
革命左翼运动（西班牙語：Movimiento de Izquierda Revolucionaria，缩写为MIR）是智利的一个极左翼政党，过去曾作为游击队组织存在。它成立于1965年8月15日，其创始成员来自于一些学生组织，主要来自康塞普西翁大学，那里原有一个智利社会党的青年组织，相当活跃。1970年—1973年，智利总统萨尔瓦多·阿连德的侄子安德烈斯·帕斯卡尔·阿连德是它的领导人之一。1973年，它的规模达到顶峰，拥有10000名成员及联系者。1973年智利政变后，它宣布放弃恐怖主义手段，转而采取政治或军事斗争。根据安德雷斯·帕斯卡尔·阿连德的统计，在皮诺切特军事独裁政权统治时期，革命左翼运动约有1500—2000名成员被杀死或完全失踪。1990年，智利恢复民主制度后，革命左翼运动作为一个政党重建。它是玻利瓦尔人民大会的成员。